# 2012-es E3 Prijs Vlaanderen-Harelbeke
A 2012-es E3 Prijs Vlaanderen-Harelbeke a nagy múltú kerékpárverseny 55. futama. 2012. március 23-án rendezték meg. A 2012-es UCI World Tour egyik versenye. A belga Tom Boonen nyerte meg. A második és harmadik helyen Óscar Freire és Bernhard Eisel végzett.

## Végeredmény
|    | Versenyző               | Csapat                  | Idő     | World Tour pontok |
| -- | ----------------------- | ----------------------- | ------- | ----------------- |
| 1  | Tom Boonen (BEL)        | Omega Pharma–Quick Step | 4:51:59 | 80                |
| 2  | Óscar Freire (ESP)      | Katusha Team            | +0 mp   | 60                |
| 3  | Bernhard Eisel (AUT)    | Sky Procycling          | +0 mp   | 50                |
| 4  | Leonardo Duque (COL)    | Cofidis                 | +0 mp   | 40                |
| 5  | Sep Vanmarcke (BEL)     | Garmin-Barracuda        | +0 mp   | 30                |
| 6  | John Degenkolb (GER)    | Project 1t4i            | +0 mp   | 22                |
| 7  | Mathieu Ladagnous (FRA) | FDJ-BigMat              | +0 mp   | 14                |
| 8  | Alexandre Pichot (FRA)  | Team Europcar           | +0 mp   | 10                |
| 9  | Alessandro Ballan (ITA) | BMC Racing Team         | +0 mp   | 6                 |
| 10 | Sébastien Turgot (FRA)  | Team Europcar           | +0 mp   | 2                 |

## Külső hivatkozások
- Hivatalos honlap